# 熱海町石筵
熱海町石筵（あたみまち いしむしろ）は、福島県郡山市の大字である。郵便番号は963-1301。

## 地理
郡山市北西部の熱海地区に属する。南で熱海町高玉、西で熱海町中山、北西で耶麻郡猪苗代町蚕養、北東で二本松市塩沢、東で安達郡大玉村玉井とそれぞれ隣接する。概ね町村制施行以前の安達郡石筵村の流れを汲む地域である。一級水系阿武隈川水系石筵川上流域を主な範囲とする。域内のほとんどを山林が占め、南部には石筵川とその支流が合流してなした平野部が広がり、水田として利用されているほか、中心となる集落が位置する。南北に福島県道24号中の沢熱海線が縦断し、北側の猪苗代町へ山越えをする母成峠には観光有料道路として母成グリーンラインが整備された。現在は無料化されているが、今なお裏磐梯地区への周遊ルートの一部をなしている。熱海町熱海一丁目に所在する郡山北警察署熱海駐在所及び熱海町熱海二丁目に所在する郡山消防署熱海分署がそれぞれ管轄にあたる。

### 主な字
字
- 原田
- 真伏野
- 下道
- 的場
- 洞場
- 瀬上

- 飯吉
- 大下
- 下水上
- 上水上
- 離山
- 東中道

- 中道
- 西落合
- 東堰根
- 西堰根
- 腰切
- 萩岡

### 山岳
- 安達太良山
- 和尚山
- 守谷山
- 夢想山
- 船明神山
- 離山
- 西高森
- 鶯段

### 河川・湖沼
一級水系阿武隈川水系
- 石筵川
  - 西ノ沢川
  - 水上川
    - 山葵沢川

  - 横滝沢川
  - 銚子ヶ滝
- 高森川

## 歴史
- 1879年1月27日 - 二本松藩領石筵村が福島県内における郡区町村制の施行により安達郡の村となる。
- 1889年4月1日 - 町村制の施行により石筵村が玉川村、高玉村、中山村と合併し安達郡高川村が発足する。旧石筵村域は高川村の大字となる。
- 1940年4月1日 - 高川村が町制施行、改称し熱海町となり、熱海町の大字となる。
- 1965年5月1日 - 熱海町が郡山市、安積郡富久山町、日和田町、田村町、安積町、喜久田村、逢瀬村、片平村、三穂田村、湖南村と合併し新たな郡山市が設立され、郡山市の大字となる。

## 世帯数と人口
2024年1月1日現在の世帯数と人口は以下の通りである。
| 大字       | 世帯数  | 人口  |
| ---------- | ------- | ----- |
| 熱海町石筵 | 177世帯 | 461人 |

## 小・中学校の学区
市立小・中学校に通う場合、学区は以下の通りとなる。
| 番地 | 小学校1～4年               | 小学校5・6年       | 中学校             |
| ---- | -------------------------- | ------------------ | ------------------ |
| 全域 | 郡山市立熱海小学校石筵分校 | 郡山市立熱海小学校 | 郡山市立熱海中学校 |

## 交通

### 道路
- 福島県道24号中の沢熱海線
  - 母成グリーンライン
- 福島県道146号石筵本宮線

## 施設
- 郡山市立熱海小学校石筵分校
- 石筵集会所
- 石筵簡易郵便局
- 石筵ふれあい牧場